# Андреев (Тацинский район)
Андре́ев — хутор в Тацинском районе Ростовской области.
Входит в состав Верхнеобливского сельского поселения.
Население 11 человек.

## География
На хуторе имеется одна улица — Пролетарская.

## Население
| 2010 |
| ---- |
| 9    |